# Katholische Pfarrkirche Trieben

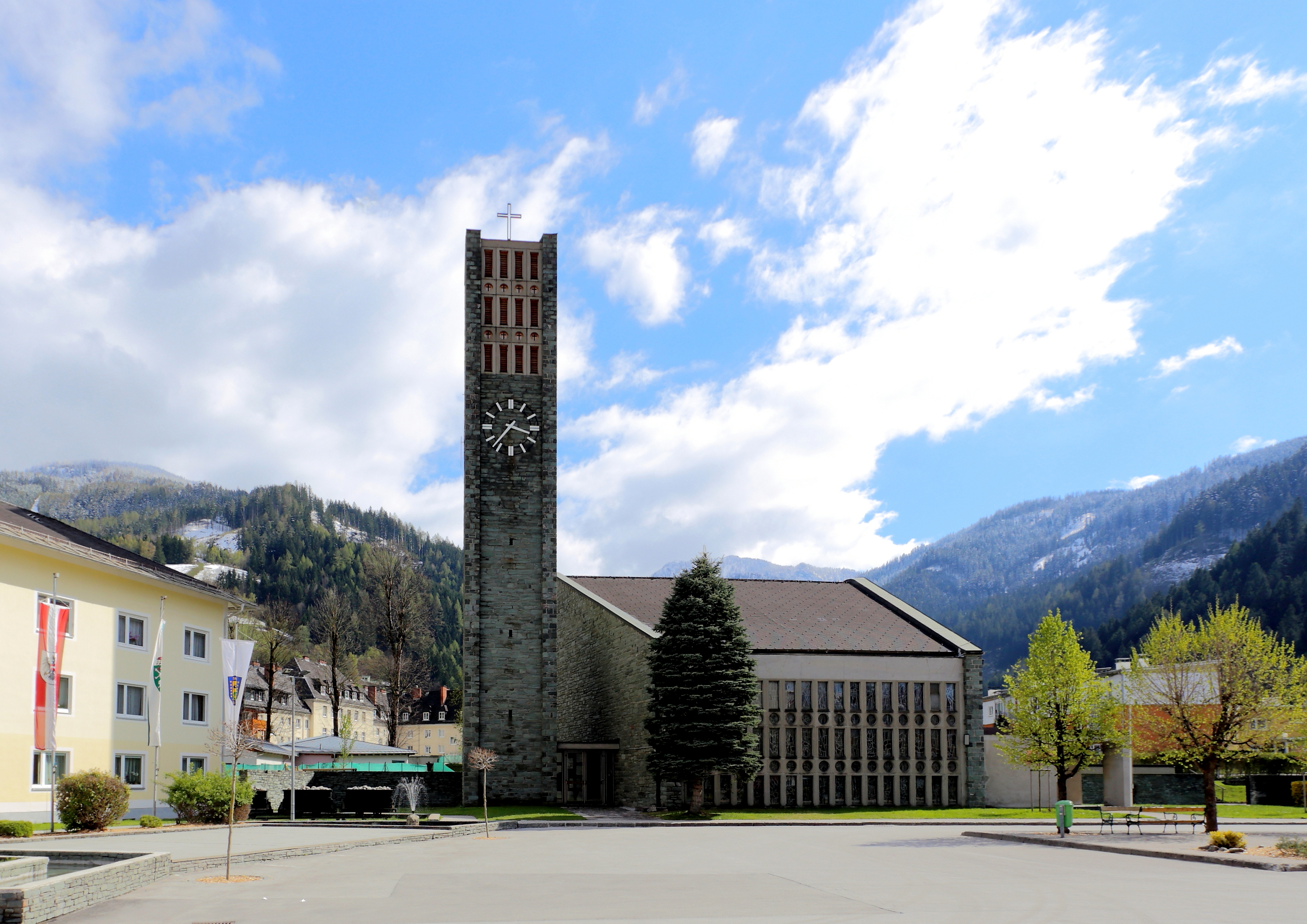
Katholische Pfarrkirche hl. Andreas in Trieben

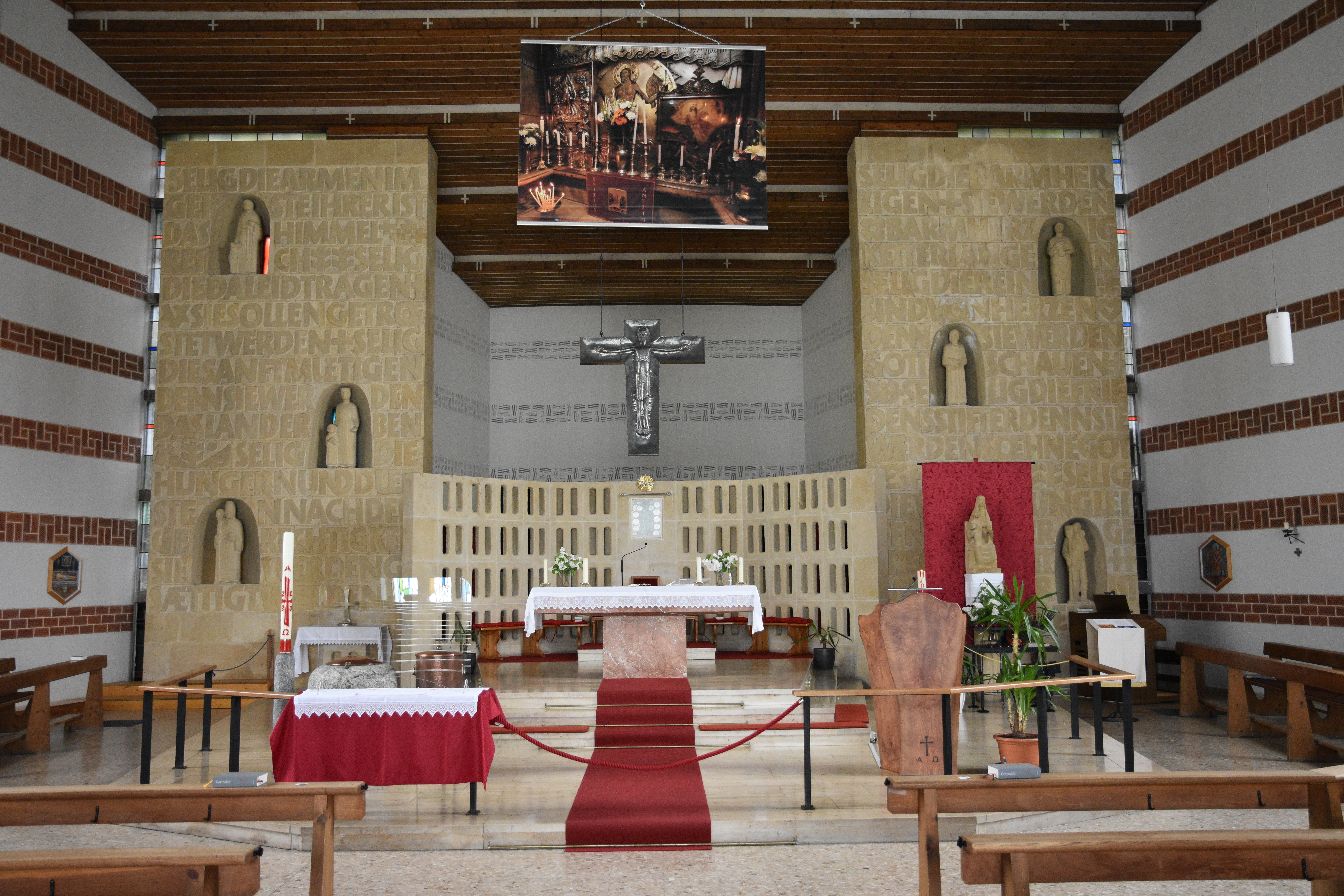
Innenansicht der Pfarrkirche

Die Katholische Pfarrkirche Trieben steht am Hauptplatz der Stadtgemeinde Trieben im Bezirk Liezen in der Steiermark. Die dem Apostel Andreas geweihte römisch-katholische Pfarrkirche gehört zur Region Ennstal und Ausseerland (Diözese Graz-Seckau). Die Kirche steht unter Denkmalschutz (Listeneintrag). 

## Beschreibung
Die neue Pfarrkirche wurde von 1961 bis 1963 nach den Plänen des Architekten Hans Beckers erbaut. Die Glasfenster entstanden nach Entwürfen der Malerin Notburga Beckers und wurden von der Glaswerkstätte Stift Schlierbach ausgeführt.
Das Altarkreuz und den Tabernakel schuf der Metallplastiker Hanns Angerbauer. Die Heiligenstatuen in Nischen der Altarwand schuf der Bildhauer Gottfried Prabitz. Die Marienstatue schuf Leo Bäumler (1965). Den Kreuzweg schuf Franz Weiss. Das Triptychon Papst Johannes Paul II. schuf Roelof Rene Stakvis.
Im Turmerdgeschoß befindet sich ein gotisches Glasgemälde hl. Andreas aus der zweiten Hälfte des 15. Jahrhunderts als Leihgabe vom Universalmuseum Joanneum.